# NASCAR

Logo

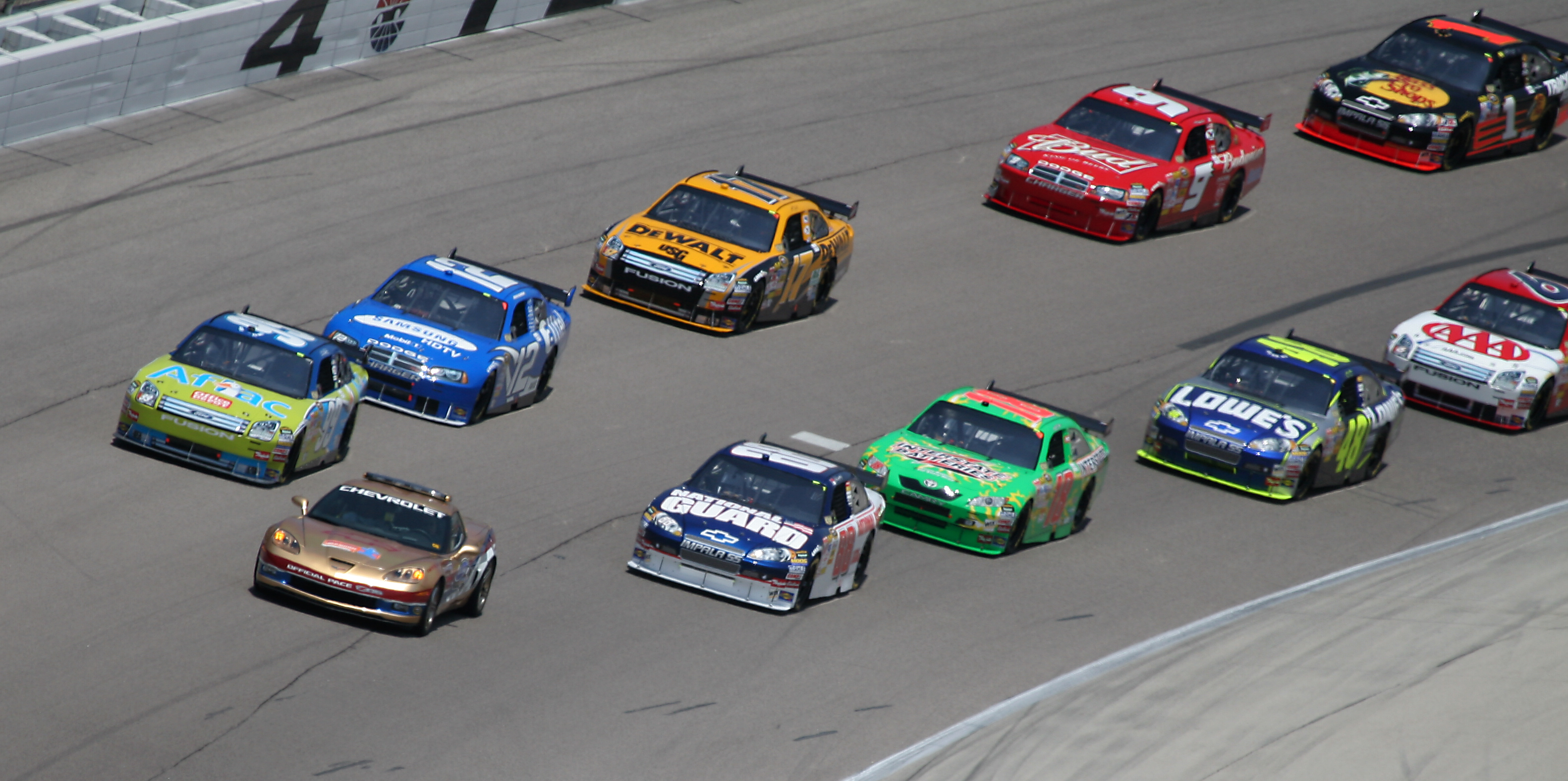
NASCAR-Rennen auf dem Texas Motor Speedway 2008

NASCAR (National Association for Stock Car Auto Racing) ist ein großer US-amerikanischer Motorsportverband mit Sitz in Daytona Beach. Der Name leitet sich von „Stock Car“ (dt. Serienfahrzeug) ab, da ursprünglich nur modifizierte Großserienfahrzeuge eingesetzt werden durften. Inzwischen kommen streng reglementierte, fast identische Rennfahrzeuge mit Tourenwagen-Silhouetten über Gitterrohrrahmen zum Einsatz, die aktuellen Serienmodellen nur äußerlich ähneln. Das Antriebskonzept, ein 5,7 Liter großer V8-Motor mit zentraler Nockenwelle und Hinterradantrieb, spiegelt den technischen Stand der frühen 1970er-Jahre in den USA wider. Die NASCAR betreibt drei landesweite Rennserien: Die NASCAR Cup Series (die Top-Division der NASCAR), die Xfinity Series und die Camping World Truck Series. Hinzu kommen die ARCA Menards Series, einige regionale Rennserien und NASCAR-Divisionen in Kanada, Europa und Mexiko.

## Ligen der NASCAR

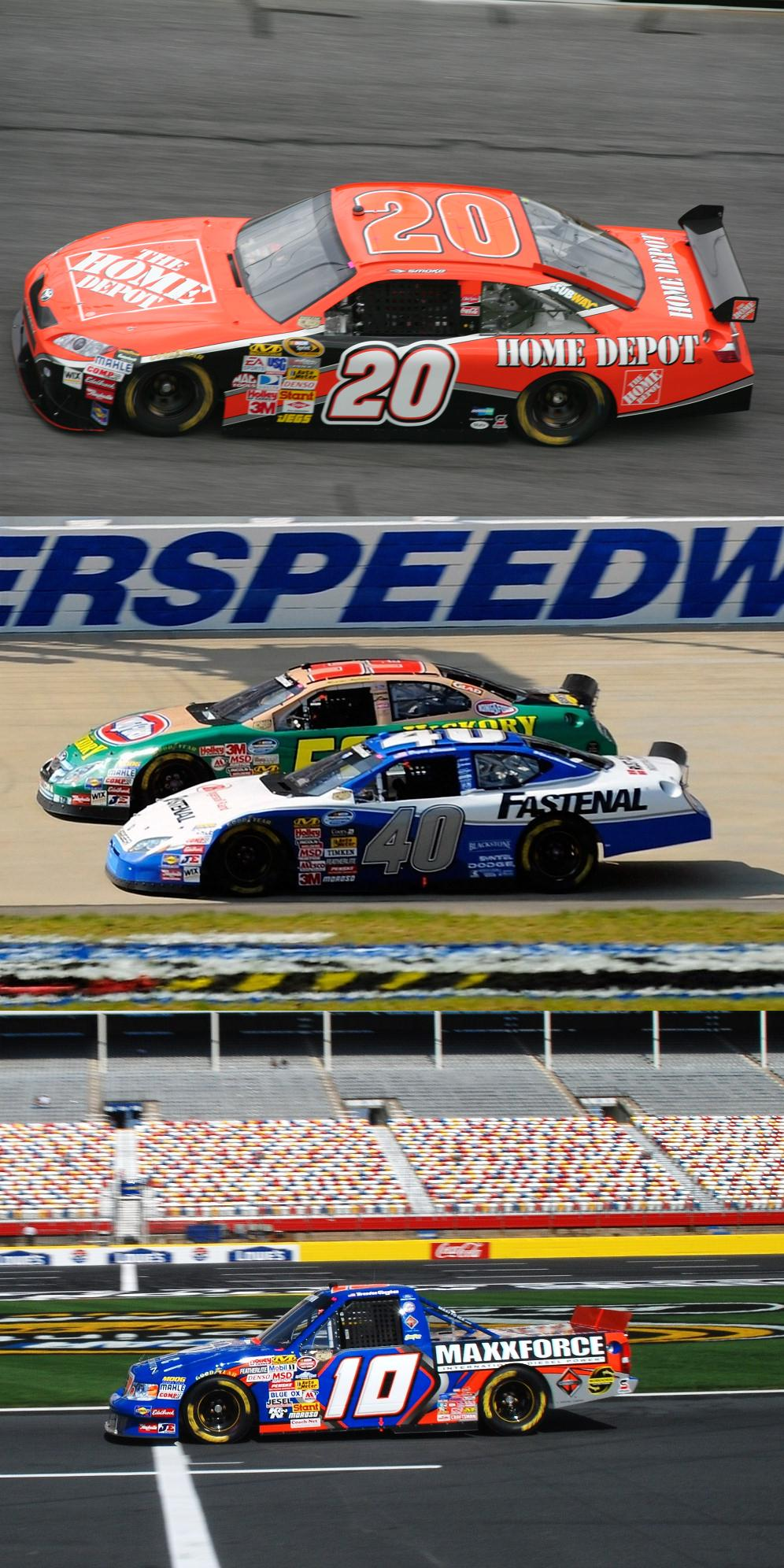
Wagen des Sprint Cups (Car of Tomorrow), der Nationwide Series und der Camping World Truck Series

### Topligen
- NASCAR Cup Series (die höchste Rennserie der NASCAR)
- Xfinity Series (zweithöchste Rennserie. Wie die Cup Series mit Fahrzeugen mit Tourenwagen-Silhouetten ausgetragen)
- Camping World Truck Series (mit Pick-up-Trucks ausgetragen)
- ARCA Menards Series

### Regionale Divisionen
- ARCA Menards Series East & ARCA Menards Series West
- Whelen Modified Tour
- NASCAR Advance Auto Parts Weekly Series (wird außer auf Asphalt auch auf Schotter- und Lehmstrecken ausgetragen)

### Internationale Serien
- NASCAR Pinty’s Series (kanadische NASCAR-Meisterschaft)
- NASCAR PEAK Mexico Series (mexikanische NASCAR-Meisterschaft)
- NASCAR Whelen Euro Series (europäische NASCAR-Rennserie)

Zusätzlich unterhält die NASCAR zahlreiche kleinere Ligen in den USA.

## Geschichte

### Ursprung
Die Geschichte der NASCAR begann in der Zeit der Prohibition in den Vereinigten Staaten. Als die Erzeugung, der Verkauf und die Versendung alkoholischer Getränke für menschlichen Genuss verboten waren, gab es große Schmugglerringe, deren Fahrer nachts selbsthergestellten Alkohol durch die USA transportierten. Dazu frisierten die Schmuggler – auch „Bootlegger“ genannt – ihre Autos, um den Streifenwagen der Polizei entkommen zu können. Auch entwickelten sie aus dem gleichen Grund gewagte Fahrmanöver. Ein Beispiel dafür ist der Bootleg-Turn, eine 180°-Wendung mit Vollgas, der verhindert, dass die Fahrer an Straßensperren geschnappt werden. Auch begannen die Bootlegger, an Wochenenden Autorennen abzuhalten.
Der Mechaniker William „Bill“ France, später auch als Bill France senior bekannt, besaß in Daytona Beach eine Tankstelle mit Reparaturwerkstatt, den Treffpunkt der örtlichen Motorsportszene. Er überzeugte 1936 die Stadtverwaltung davon, das erste Stock-Car-Rennen auf dem Daytona Beach Road Course auszutragen. Die städtische Obrigkeit stimmte zu und organisierte sogar ein Preisgeld von 5000 US-Dollar. Bill France senior fuhr selbst mit und beendete das Rennen auf dem fünften Rang. Finanziell ergab das Rennen jedoch einen Verlust von 22.000 US-Dollar. Dennoch sah France das finanzielle Potential und übernahm ab 1938 die Organisation der Rennen. Er arbeitete auf die Gründung einer eigenen Rennserie hin. In den Jahren 1939 und 1940 fanden jeweils drei Rennen statt. Die Planungen für die Rennen des Jahres 1942 wurden nach dem Angriff der Japaner auf Pearl Harbor und dem Eintritt der USA in den Zweiten Weltkrieg unterbrochen; die meisten Rennen ruhten während dieser Zeit.
Nach dem Krieg wurden die Rennen im Jahre 1946 wieder aufgenommen und viele kleinere Rennsport-Organisationen gegründet, jedoch hatten alle ein anderes Reglement beziehungsweise ein anderes Format. Am 14. Dezember 1947 traf sich Bill France senior in der Ebony Bar in Daytona Beach, Florida mit Veranstaltern von Autorennen im Osten und mittleren Westen der USA. Dort wurde die NASCAR-Rennserie gegründet.
Mit der NASCAR-Strictly-Stock-Saison 1949 begannen der heutige NASCAR Sprint Cup. Das erste Rennen fand am 19. Juni 1949 auf dem Charlotte Speedway in Charlotte, North Carolina statt. Das Rennen gewann Jim Roper.

### Grand National/Winston-Cup Zeit

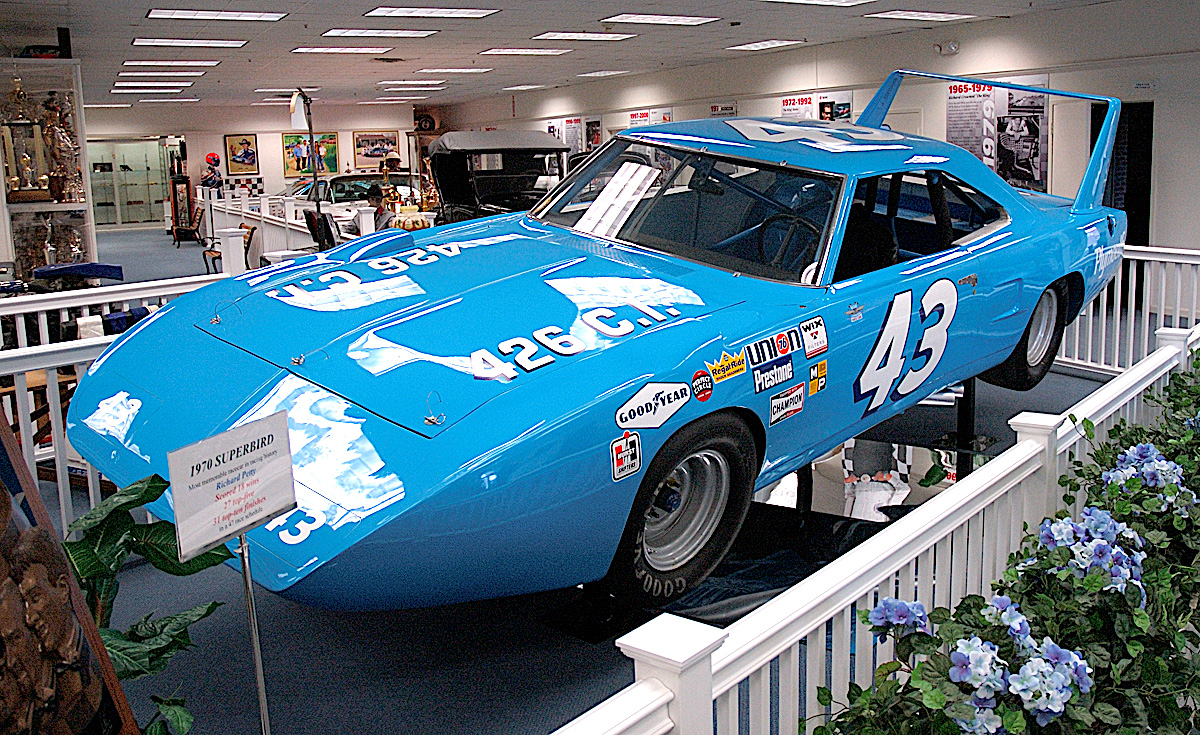
Richard Petty Plymouth Superbird

In den 1950er-Jahren wurden seriennahe Fahrzeuge der Fabrikate Chrysler, Chevrolet, Ford, Oldsmobile, Plymouth, Pontiac, Dodge und Buick mit sogenannten Stockblock-Motoren auf den klassischen Rund- bzw. Ovalkursen und einigen wenigen Straßenrennstrecken eingesetzt.
Die NASCAR-Motorentechnik wurde auf dem Stand der 1960er Jahre vereinheitlicht, es kommen weiterhin streng reglementierte V8-Motoren mit 5,7 Litern Hubraum, Vergaser und über Stoßstangen betätigten Ventilen zum Einsatz. Die heutigen Motoren entwickeln weit über 590 kW (800 PS), werden aber auf Hochgeschwindigkeits-Ovalen mittels Luftmengenbegrenzer (AE: restrictor plate) aus Sicherheitsgründen auf circa 330 kW (450 PS) gedrosselt. Seit 2012 wird statt des Vergasers eine elektronische Einspritzung verwendet. Der dumpf grollende, kraftvoll donnernde Klang dieser typisch amerikanischen Motoren trägt sicherlich zum Erfolg der NASCAR-Serie bei.
Von 1973 bis 2003 trug die Top-Division der NASCAR den Namen Winston-Cup.

## NASCAR heute

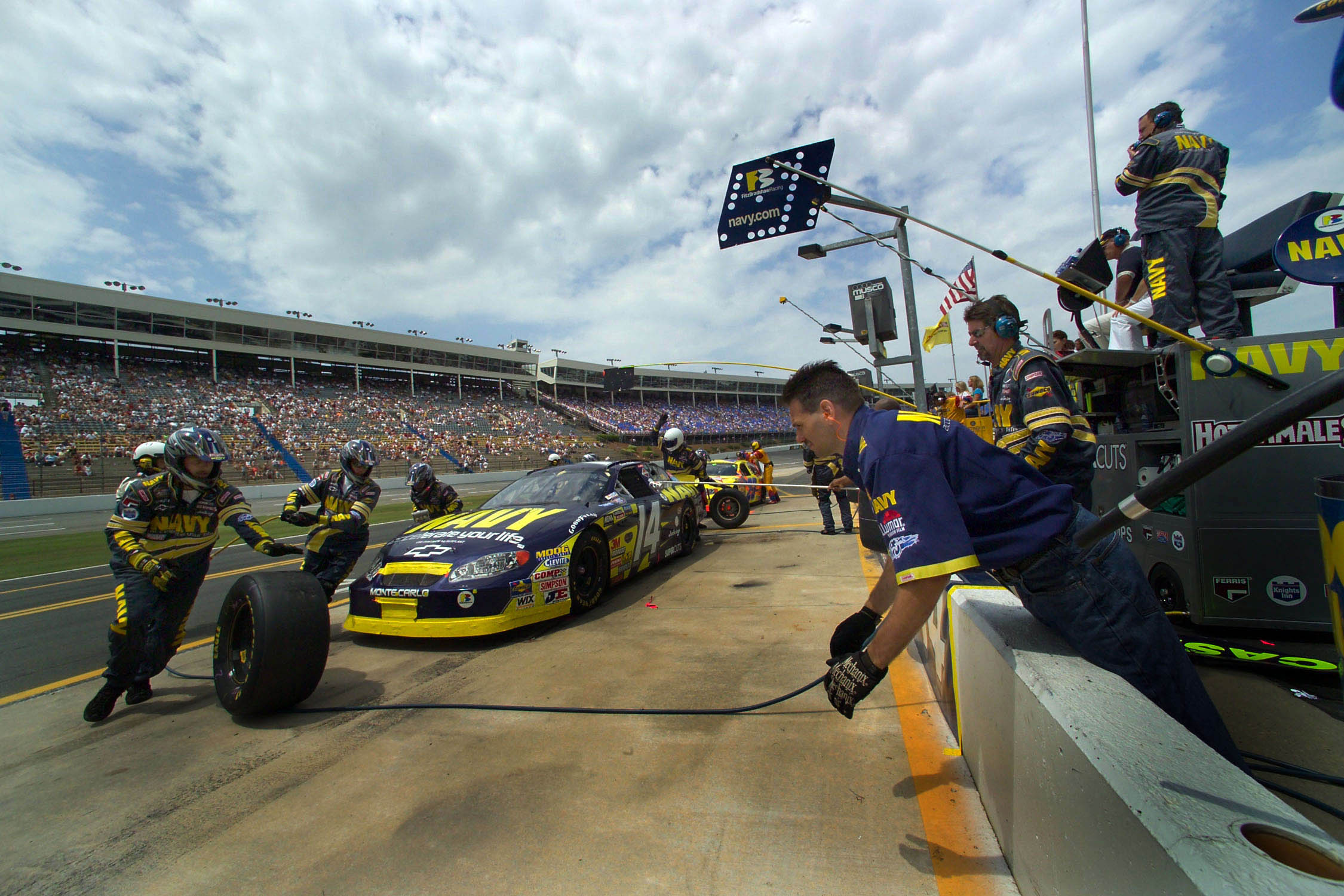
Radwechsel beim Auto von Casey Atwood

Von 2003 bis 2018 war Brian France der CEO der NASCAR. In seiner Amtszeit wurde er wiederholt kritisiert. So empörten sich die Fans zum Beispiel über den Wegfall vieler traditionsreicher Veranstaltungen, wie den Rennen auf dem North Carolina Speedway oder dem Southern 500 auf dem Darlington Raceway.
Im Jahr 2004 wurde die oberste Rennserie der NASCAR in Nextel Cup umbenannt und ersetzte damit den langjährigen Seriensponsor Winston. Zur gleichen Zeit wurde auch das Punktesystem verändert. So wurden nicht mehr alle Punkte aus allen Rennen zusammengezählt und derjenige mit den meisten Punkten zum Meister gekürt. Stattdessen wurde der Chase, ein Play-off-System, eingeführt, bei dem nach dem 26. Rennen die besten zehn Fahrer der Gesamtwertung bestimmt wurden, die den Titel unter sich ausgefahren haben. Zur Saison 2007 wurde die Zahl der Fahrer, die am Chase teilnehmen können, auf zwölf erhöht. Kritiker behaupten, der Chase sei eingeführt worden, um Matt Kenseths Meistertitel der Saison 2003 zu diskreditieren, den er mit nur einem Sieg erreichte. Nach dem Zusammenschluss von Sprint und Nextel erfolgte zur Saison 2008 eine erneute Umbenennung in Sprint Cup. Das Play-off-System heißt seitdem Chase for the Sprint Cup.
Die Karosserien haben längst nur noch einige wenige oberflächliche Merkmale mit den aktuellen Serienmodellen gemein und sind weitgehend standardisiert. Die Seriennähe soll dadurch erzeugt werden, dass bestimmte fahrzeugspezifische Elemente wie zum Beispiel die Scheinwerfer als Schmuckelemente auf die Silhouettefahrzeuge aufgeklebt werden. Seit der Saison 2007 nimmt erstmals in der Geschichte des NASCAR Sprint Cup mit Toyota ein nicht amerikanischer Autohersteller teil. Die von Toyota eingesetzten Fahrzeuge sind an das Serienmodell Camry angelehnt. Eine weitere Neuerung für die Saison 2007 war der Einsatz des neuen Car of Tomorrow in der Cup-Serie, welches sicherer und kostengünstiger als das bisherige Auto sein soll und in der ersten Saison in insgesamt 16 von 36 Rennen eingesetzt wurde.

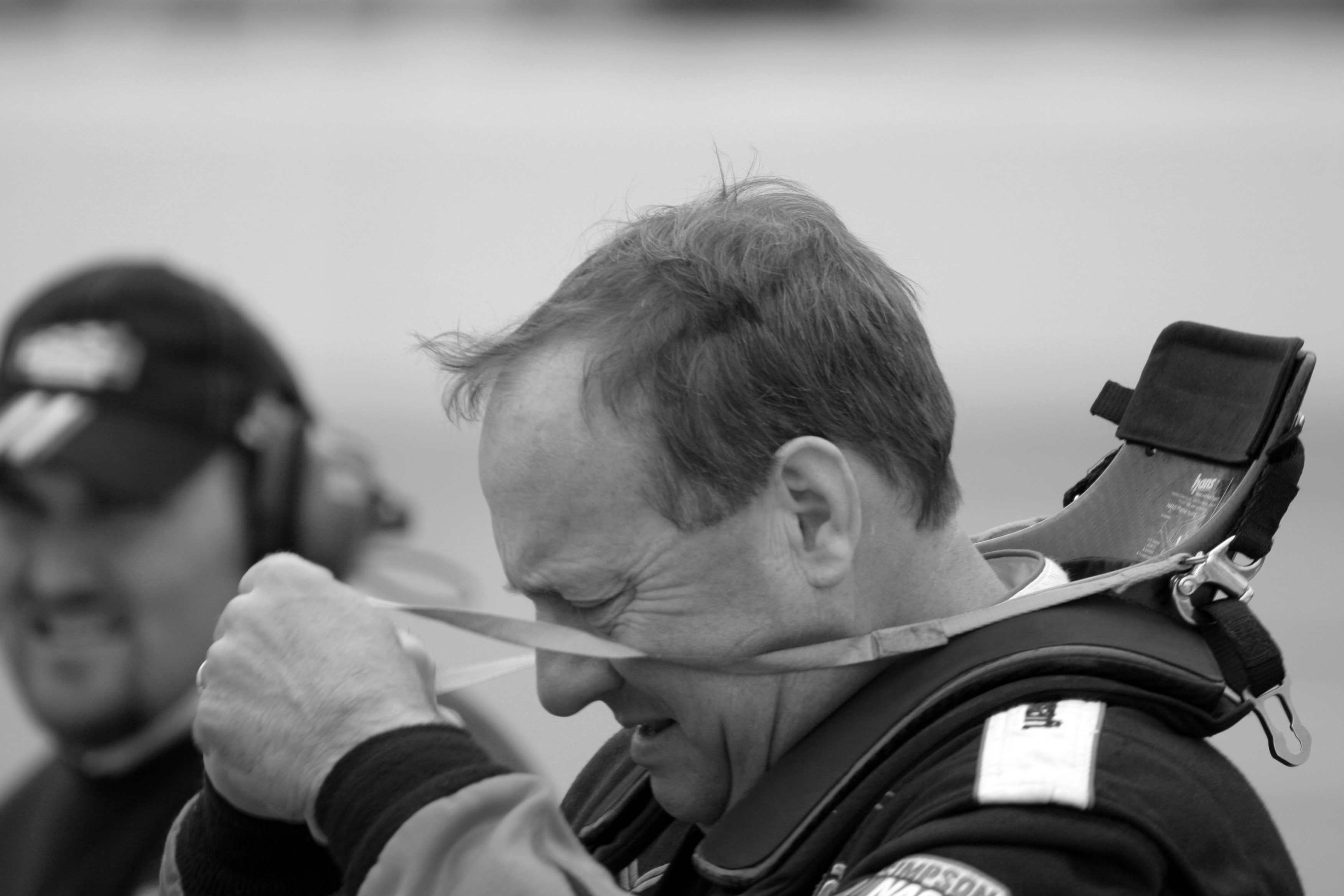
NASCAR-Fahrer Ken Schrader mit dem HANS-System

Die NASCAR hat, nicht zuletzt seit dem Tode von Dale Earnhardt im Februar 2001, die Sicherheitsstandards erhöht. So ist das HANS-System (Head and Neck Support, Kopf-und-Nacken-Stütze) inzwischen seit 2001 Pflicht. Auf den Oval-Rennstrecken werden sehr hohe Durchschnittsgeschwindigkeiten erreicht. So wurde 1987 auf dem Talladega Superspeedway durch Bill Elliott mit einem Ford Thunderbird mit einer durchschnittlichen Geschwindigkeit von 342,482 km/h der offizielle Rekord aufgestellt. 2004 fuhr Rusty Wallace bei einem Test mit einer Höchstgeschwindigkeit von 367 km/h einen inoffiziellen Rundenrekord von 355 km/h.
Um die Fahrer der Top-Divisionen bei Unfällen besser schützen zu können, verlangt die NASCAR auf allen Ovalen den Einbau der SAFER Barrier (Steel and Foam Energy Reduction barrier). Die SAFER Barrier ist eine vorgelagerte Streckenbegrenzungsmauer, die einen Teil der Energie, die bei einem Unfall freigesetzt wird, absorbiert.
Dies senkt die Gefahr, lebensgefährliche Verletzungen davonzutragen, und kann die Schäden an den Fahrzeugen minimieren, was zudem ein finanzieller Vorteil ist. Auch entwickelte die NASCAR in einem mehrjährigen Entwicklungsprogramm das Car of Tomorrow, das neben den geringeren Kosten für mehr Sicherheit sorgen sollte. Als Michael McDowell am 4. April 2008 in der Qualifikation zum Samsung 500 auf dem Texas Motor Speedway einen schweren Unfall hatte, zeigte sich, dass all diese Komponenten ein funktionierendes Ganzes ergeben. Michael McDowell schlug mit etwa 260 km/h tangential mit der Fahrzeugfront in die Mauer ein und entstieg dem Wagen unmittelbar nach dem Unfall unverletzt. Seit der Saison 2008 kommt ausschließlich das Car of Tomorrow zum Einsatz. Ursprünglich war geplant, es in 26 der 36 Saisonrennen einzusetzen, dies wurde jedoch aufgrund erfolgreicher Testfahrten und des Wunsches vieler Teams geändert.

Logo zum 60. NASCAR-Jubiläum (2008)

Im Jahr 2008 feierte die NASCAR ihr 60. Jubiläum. Trotz der Kritik an der Richtung, in die die NASCAR unter der Führung von Brian France steuert, sind die Rennen weiterhin unter den populärsten Sportveranstaltungen der USA. Die vermeintliche Seriennähe der Fahrzeuge sowie akzeptable Eintrittspreise und ein relativ offenes Fahrerlager sind Gründe dafür. Manche Rennfahrerlegenden, wie zum Beispiel Richard Petty mit 200 Siegen und sieben Meistertiteln oder der tödlich verunglückte Dale Earnhardt, der ebenfalls sieben Titel gewann, werden wie Volkshelden verehrt. Selbst weniger erfolgreiche Rennfahrer haben hier eine Fangemeinde, bei einem Starterfeld mit 40 Wagen gibt es immer genug Identifikationsfiguren. So gleichen die großen Rennen Volksfesten, wo mit Kind und Kegel gefeiert wird. Die NASCAR ist trotz ihrer nahezu alleinigen Konzentration auf die USA mit Ausnahmen von vereinzelten Rennen in Kanada und Mexiko in der Nationwide Series und Amateur-Divisionen in den genannten Ländern auch weltweit sehr populär.
Im Mai 2010 wurde in Charlotte, North Carolina die NASCAR Hall of Fame eröffnet. Dale Earnhardt, Bill France senior, Bill France junior, Junior Johnson und Richard Petty waren die ersten fünf Personen, die in die Hall of Fame aufgenommen wurden.
Die Saison des Sprint Cup beginnt Mitte Februar mit den berühmten Daytona 500 auf dem Daytona International Speedway in Florida, weitere Highlights sind das Coca-Cola 600 auf dem Charlotte Motor Speedway bei Charlotte, North Carolina, das Brickyard 400 auf dem weltbekannten Indianapolis Motor Speedway, das Amp Energy 500 auf dem Talladega Superspeedway sowie das Saisonfinale, das Ford EcoBoost 400, welches im November auf dem Homestead-Miami Speedway stattfindet.
Seit 2018 ist der Sohn des NASCAR-Gründers Bill France senior, Jim France CEO.

## NASCAR Technical Institute

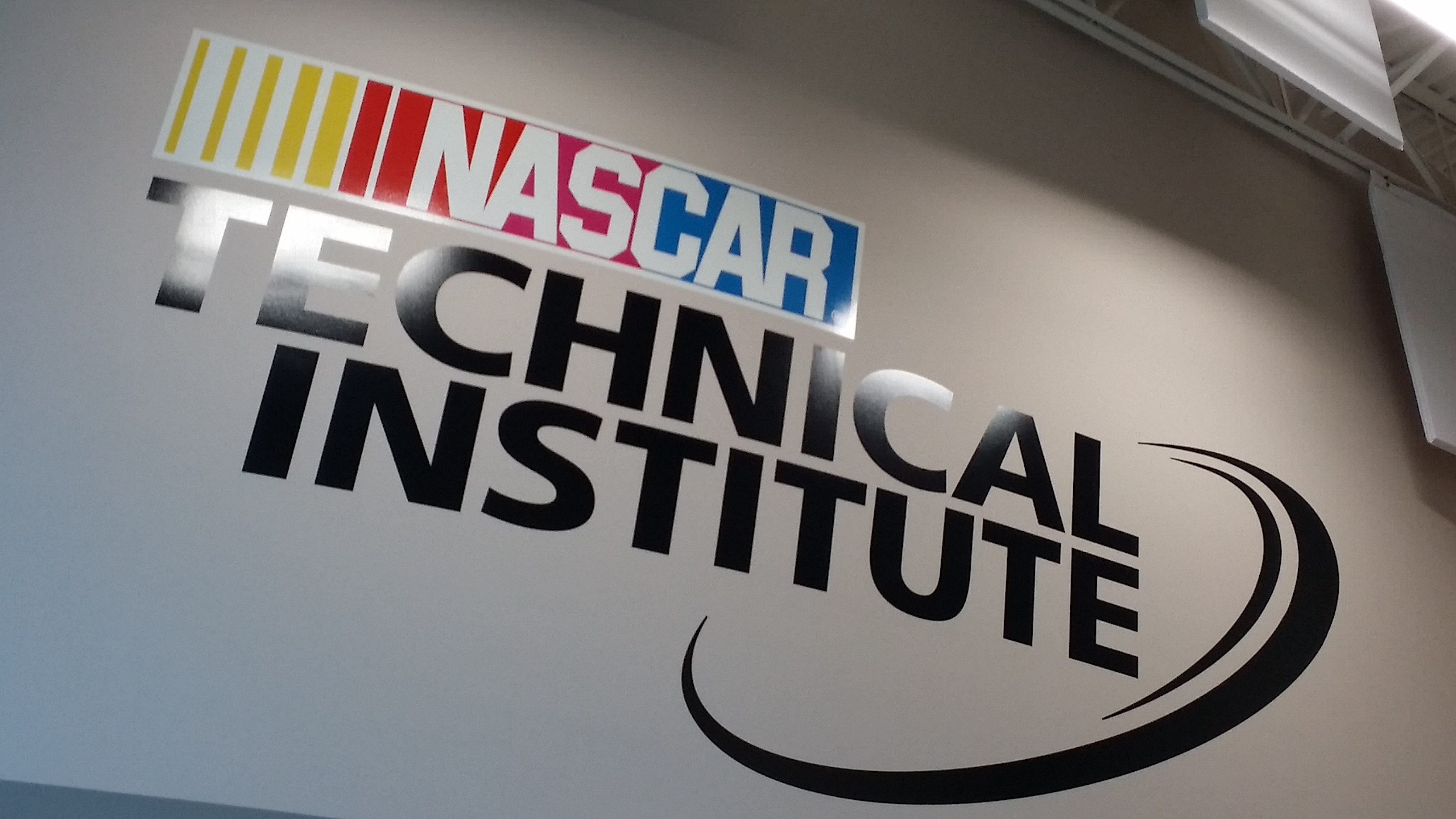
Logo des NASCAR Technical Institute

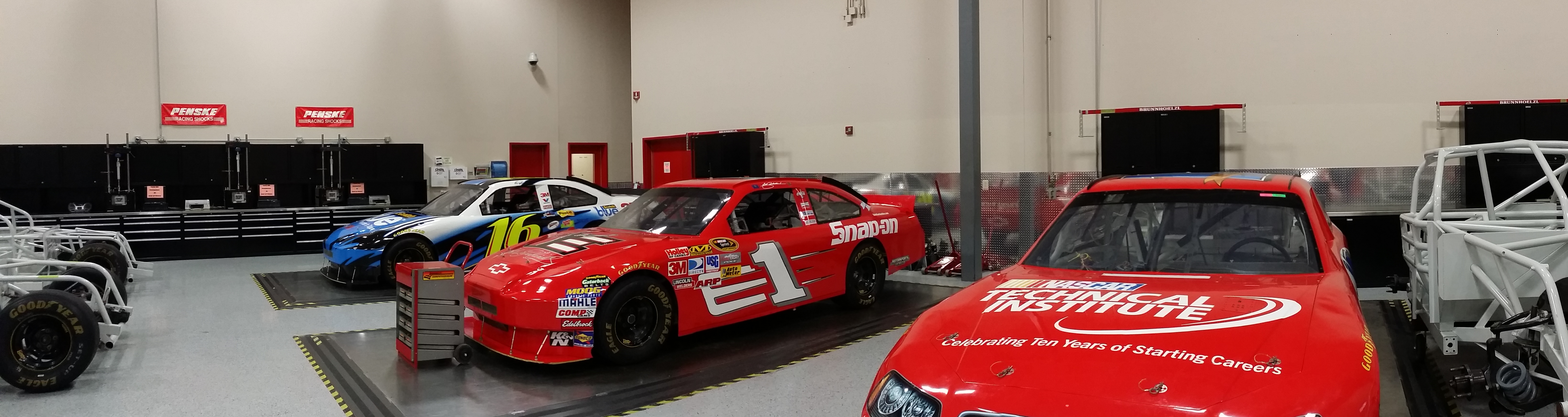
Fahrzeuge im NASCAR Technical Institute

Das NASCAR Technical Institute befindet sich in Mooresville, North Carolina. Darüber hinaus gibt es zehn weitere Standorte in anderen Bundesstaaten. Das Technical Institute ist ein Ableger des privaten, US-weit agierenden Anbieters Universal Technical Institute, welches sich auf die Ausbildung seiner studentischen Mitglieder spezialisiert hat. Die Hochschule bietet Studiengänge in Motoren- und Maschinenbau des Bereiches der Kraftstoff- und Schmiersysteme, gleichwie bezogen auf die Karosserie, die Fertigung einzelner Autoteile und des Fahrwerks an. In einem speziellen Trainingsprogramm werden die Studenten mit den Vorschriften und Regeln der NASCAR vertraut gemacht.

## NASCAR in den Medien
- Filme:
  - Thunder in Carolina (1960)
  - Red Line 7000 (1965)
  - Fireball 500 (1966)
  - Thunder Alley (1967)
  - Speedway (1968)
  - Der letzte Held Amerikas (1973)
  - 43: The Richard Petty Handlung (1974)
  - Greased Lightning (1977)
  - Six Pack (1982)
  - Der rasende Gockel (1983)
  - Tage des Donners (1990)
  - NASCAR 3-D – The IMAX Experience (2004)
  - 3: The Dale Earnhardt Handlung (2004)
  - Herbie Fully Loaded – Ein toller Käfer startet durch (2005)
  - Ricky Bobby – König der Rennfahrer (2006)
  - Cars (2006)
  - Whiskey Beginnings (2008)
  - Final Destination 4 (2009)
  - Cars 2 (2011)
  - Logan Lucky (2017)
  - Cars 3: Evolution (2017)
- Serien:
  - Malcolm mittendrin Staffel 1 Folge 10 – Stock-Car-Rennen (2000)
  - South Park S14E08 – Arm aber dämlich (2010)
  - The Crew (2021)
  - NASCAR: Full Speed (2024)
- Lieder:
  - Dale Darrell Waltrip Richard Petty Rusty Awesome Bill Irvin Gordon Earnhardt Smith… Johnson, Jr. von Tim Wilson
  - I Love NASCAR von Cledus T. Judd
  - Ridin’ With the Legend von Keith Bryant
  - The Intimidator von Charlie Daniels
  - Fassst von Kafani feat. Keak Da Sneak
  - Speedway at Nazareth von Mark Knopfler
  - How Far We’ve Come von matchbox twenty
- Videospiele:

Siehe: Liste der NASCAR-Videospiele